# Dompierre-sur-Héry
Dompierre-sur-Héry è un comune francese di 75 abitanti situato nel dipartimento della Nièvre nella regione della Borgogna-Franca Contea.

## Società

### Evoluzione demografica
Abitanti censiti